# 1940 no cinema

## Principais estreias
- All This, and Heaven Too, de Anatole Litvak, com Bette Davis e Charles Boyer
- Christmas in July, de Preston Sturges, com Dick Powell
- Down Argentine Way, de Irving Cummings, com Don Ameche, Betty Grable e Carmen Miranda
- La comédie du bonheur, de Marcel L'Herbier, com Michel Simon e Ramón Novarro
- Comrade X, de King Vidor, com Clark Gable e Hedy Lamarr
- De Mayerling à Sarajevo, de Max Ophüls
- La fille du puisatier, de Marcel Pagnol, com Fernandel
- Foreign Correspondent, de Alfred Hitchcock, com Joel McCrea e George Sanders
- The Ghost Breakers, de George Marshall, com Bob Hope e Paulette Goddard
- The Grapes of Wrath, de John Ford, com Henry Fonda, Jane Darwell e John Carradine
- The Great Dictator, de e com Charles Chaplin e com Paulette Goddard
- His Girl Friday, de Howard Hawks, com Cary Grant, Rosalind Russell e Ralph Bellamy
- The Letter, de William Wyler, com Bette Davis e Gale Sondergaard
- Maddalena, zero in condotta, de e com Vittorio De Sica
- The Mark of Zorro, de Rouben Mamoulian, com Tyrone Power, Linda Darnell e Basil Rathbone
- The Mortal Storm, de Frank Borzage, com Margaret Sullavan e James Stewart
- Osvobozhdeniye, de Aleksandr Dovjenko
- The Philadelphia Story, de George Cukor, com Cary Grant, Katharine Hepburn e James Stewart
- Pinocchio, filme de animação da Walt Disney Productions
- Pride and Prejudice, de Robert Z. Leonard, com Greer Garson, Laurence Olivier, Ann Rutherford e Maureen O'Sullivan
- Rebecca, de Alfred Hitchcock, com Laurence Olivier, Joan Fontaine e George Sanders
- Remember the Night, de Mitchell Leisen, com Barbara Stanwyck e Fred MacMurray
- The Return of Frank James, de Fritz Lang, com Henry Fonda, Gene Tierney e John Carradine
- The Sea Hawk, de Michael Curtiz, com Errol Flynn e Claude Rains
- The Shop Around the Corner, de Ernst Lubitsch, com Margaret Sullavan e James Stewart
- The Stars Look Down, de Carol Reed, com Michael Redgrave e Margaret Lockwood
- They Drive by Night, de Raoul Walsh, com Humphrey Bogart, George Raft, Ann Sheridan e Ida Lupino
- The Thief of Bagdad, de Michael Powell e outros, com Conrad Veidt e Sabu
- Waterloo Bridge, de Mervyn LeRoy, com Vivien Leigh e Robert Taylor
- The Westerner, de William Wyler, com Gary Cooper e Walter Brennan

## Nascimentos
| Data            | Nome                 | Profissão                                 | Nacionalidade      | Observações | Ref |
| --------------- | -------------------- | ----------------------------------------- | ------------------ | ----------- | --- |
| 22 de janeiro   | John Hurt            | ator                                      | Reino Unido        |             |     |
| 24 de janeiro   | Nam-nguen Boonnak    | atriz                                     | Tailândia          |             |     |
| 25 de janeiro   | Ricardo Costa        | cineasta e produtor                       | Portugal           |             |     |
| 2 de fevereiro  | Luis Gustavo         | ator                                      | Suécia / Brasil    |             |     |
| 4 de fevereiro  | George A. Romero     | realizador                                | Estados Unidos     |             |     |
| 5 de fevereiro  | H. R. Giger          | pintor, escultor e desenhista de cenários | Suíça              |             |     |
| 22 de fevereiro | Aracy Balabanian     | atriz                                     | Brasil             |             |     |
| 23 de fevereiro | Peter Fonda          | ator                                      | Estados Unidos     |             |     |
| 24 de fevereiro | Cláudio Cavalcanti   | ator, escritor e dramaturgo               | Brasil             |             |     |
| 4 de março      | Ivete Bonfá          | atriz                                     | Brasil             | m. 1991     |     |
| 6 de março      | Paulo Figueiredo     | ator                                      | Brasil             |             |     |
| 9 de março      | Raúl Juliá           | ator                                      | Porto Rico         | m. 1994     |     |
| 10 de março     | Chuck Norris         | ator e lutador de artes marciais          | Estados Unidos     |             |     |
| 26 de março     | Cláudio Marzo        | ator                                      | Brasil             |             |     |
| 26 de março     | James Caan           | ator                                      | Estados Unidos     |             |     |
| 16 de abril     | Paul Cox             | realizador                                | Austrália          |             |     |
| 25 de abril     | Al Pacino            | ator                                      | Estados Unidos     |             |     |
| 9 de maio       | James L. Brooks      | realizador, produtor e roteirista         | Estados Unidos     |             |     |
| 19 de maio      | Cacá Diegues         | diretor de cinema                         | Brasil             |             |     |
| 22 de maio      | Fernando Matos Silva | cineasta                                  | Portugal           |             |     |
| 22 de junho     | Abbas Kiarostami     | cineasta                                  | Irão               |             |     |
| 24 de junho     | Vittorio Storaro     | diretor de fotografia                     | Itália             |             |     |
| 30 de junho     | Víctor Erice         | cineasta                                  | Espanha            |             |     |
| 18 de julho     | James Brolin         | ator                                      | Estados Unidos     |             |     |
| 21 de julho     | João Perry           | ator                                      | Portugal           |             |     |
| 30 de julho     | Nicolau Breyner      | ator e produtor                           | Portugal           |             |     |
| 3 de agosto     | Martin Sheen         | ator                                      | Estados Unidos     |             |     |
| 16 de agosto    | Bruce Beresford      | cineasta                                  | Austrália          |             |     |
| 4 de setembro   | Manuela de Freitas   | atriz                                     | Portugal           |             |     |
| 5 de setembro   | Raquel Welch         | atriz                                     | Estados Unidos     |             |     |
| 7 de setembro   | Dario Argento        | cineasta                                  | Itália             |             |     |
| 11 de setembro  | Brian De Palma       | cineasta                                  | Estados Unidos     |             |     |
| 14 de setembro  | Joana Fomm           | atriz                                     | Brasil             |             |     |
| 22 de setembro  | Anna Karina          | atriz                                     | Dinamarca / França |             |     |
| 9 de outubro    | Cláudio Mamberti     | ator                                      | Brasil             | m. 2001     |     |
| 19 de outubro   | Paulo César Pereio   | ator                                      | Brasil             |             |     |
| 5 de novembro   | Elke Sommer          | atriz                                     | Alemanha           |             |     |
| 15 de novembro  | Sam Waterston        | ator                                      | Estados Unidos     |             |     |
| 22 de novembro  | Andrzej Zulawski     | cineasta                                  | Polónia            |             |     |
| 22 de novembro  | Terry Gilliam        | cineasta e ator                           | Estados Unidos     |             |     |
| 27 de novembro  | Bruce Lee            | ator e mestre em artes marciais           | China              | m. 1973     |     |
| 1 de dezembro   | Richard Pryor        | ator                                      | Estados Unidos     | m. 2005     |     |
| 12 de dezembro  | Arnaldo Jabor        | cineasta                                  | Brasil             |             |     |

## Mortes
| Data | Nome | Profissão | Nacionalidade | Observações | Ref |
| ---- | ---- | --------- | ------------- | ----------- | --- |